# Pulse of Europe

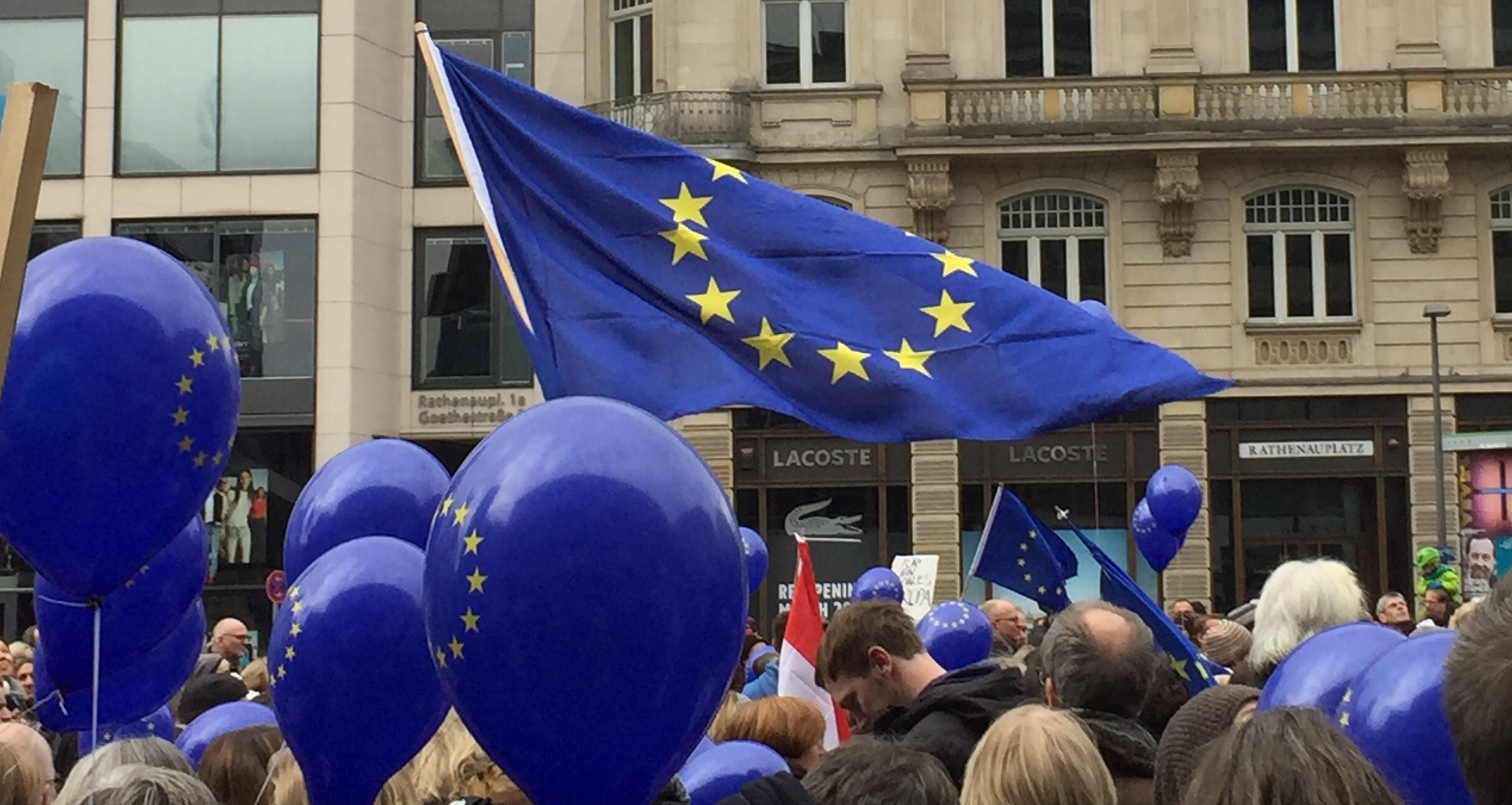
Réunion publique de Pulse of Europe à Francfort le 19 février 2017

Pulse of Europe est une initiative citoyenne pro-Europe. Lancée à Francfort fin 2016, elle vise à créer des rassemblements publics pour rassembler les citoyens europhiles, pour les encourager à parler publiquement en faveur d'une identité pan-européenne.

## Principes de base et objectifs
Le mouvement se considère indépendant de tout parti politique.

## Fondation et développement
Cette initiative citoyenne a été fondée par l'avocat allemand Daniel Röder et sa femme Sabine. En utilisant leur réseau d'amis ainsi que les réseaux sociaux, ils organisent une première réunion publique fin novembre 2016, qui rassemble environ 200 personnes. D'autres rassemblements se sont déroulés à Francfort à partir de janvier 2017, la réunion du 5 février rassemblant environ 600 participants. Des habitants de Karlsruhe, Fribourg et Cologne ont organisé des réunions semblables. Le 12 février, le rassemblement de Francfort a réuni près de 1600 personnes
L'initiative a commencé à sortir de l'Allemagne en février, avec un intérêt de citoyens des Pays-Bas (rassemblement à Amsterdam à partir du 5 février), du Danemark et de la France. La première manifestation française s'est déroulée à Paris le 26 février.

## Rassemblements publics
Débutant en février 2017, les rassemblements se tiennent de manière hebdomadaire, tous les dimanches en début d'après-midi, dans de nombreuses villes allemandes et européennes.

### Allemagne
- Francfort, Goetheplatz.
- Fribourg-en-Brisgau, Augustinerplatz.
- Karlsruhe, Platz der Grundrechte.
- Cologne, Bahnhofsvorplatz.
- Berlin, Gendarmenmarkt.
- Celle, place du marché.
- Hambourg, Rathausmarkt.
- Heidelberg, Universitätsplatz (place de l'Université).
- Munich, Max-Joseph-Platz.
- Dresde, Neumarkt.
- Marbourg, Marktplatz

### Pays-Bas
- Amsterdam, Museumplein.

### France
- Paris, premier rassemblement le 26 février 2017[6],[7], 15h-16h, place Edmond Michelet.
- Strasbourg, premier rassemblement le 5 mars 2017, 15h-16h, place Kleber.
- Montpellier, premier rassemblement le 5 mars 2017, 15h-16h, place de la Comédie.
- Angers, 15-16h, place Sainte-Croix
- Toulouse, premier rassemblement le 5 mars 2017, 15h-16h, place du Capitole.
- Lyon, premier rassemblement le 12 mars 2017, 14h-15h place des Terreaux
- Lille, premier rassemblement prévu pour le 2 avril 2017, 15h-16h, devant l'Opéra de Lille.
- Cluny, premier rassemblement prévu le 2 avril 2017, 15h-16h, devant la Tour des fromages.
- Limoges, premier rassemblement prévu le 2 avril, 15h-16h place de la Mairie. Ce premier rassemblement a totalisé environ 50 personnes.
Le prochain rassemblement est prévu pour le 9 avril 2017, 15-16h place de la Mairie.
- Amiens, premier rassemblement le 15 avril 2017, 15-16h, place Gambetta
- Bordeaux, 15-16h, place de la Comédie
- Nice, 14h, tous les premiers dimanche de chaque mois, place Masséna, près de la Fontaine du soleil

## Distinctions
En 2017, Pulse of Europe reçoit le prix du citoyen européen et le second prix de la paix Erich-Maria-Remarque.